# Stazione meteorologica dei Boschetti
La stazione meteorologica dei Boschetti è una stazione meteorologica installata nel dicembre 2003.

## Coordinate geografiche
La stazione meteorologica si trova ai piedi del monte Titano (750 m) a Borgo Maggiore in via dei Boschetti, dista meno di un chilometro dalla vetta. È una delle stazioni meteorologiche di MeteoTitano, il centro meteorologico sammarinese.